# Hartefeld
Hartefeld is een dorp behorend tot de Duitse gemeente Geldern in de regio Nederrijn. Het plaatsje ligt ongeveer drie kilometer ten zuidoosten van Geldern en heeft ongeveer 1788 inwoners. (januari 2013)
Oudste bronnen dateren uit de dertiende eeuw en noemen het dorp als 'Hirtenveld', 'Hertenveld' of 'Hardeveld'. Hartefelt was al in die tijd bestuurlijk een onderdeel van Geldern.
Sinds ongeveer 1400 bevindt zich een katholieke kapel in Hartefeld, die later tot kerk werd uitgebouwd: de Sint-Antoniuskerk. In het dorp bevinden zich een kleuterschool een basisschool en meerdere verenigingen zoals de vrijwillige brandweer, schuttersvereniging en padvinderij. Er is een wekelijkse markt.

Locatie van Hartefeld binnen de gemeente Geldern